# Wielkie trzęsienie ziemi w Antiochii
Wielkie trzęsienie ziemi w Antiochii, które miało miejsce w końcu maja 526 roku naszej ery, było jednym z najpotężniejszych, jakie w VI wieku nawiedziły ówczesną bizantyńską Syrię. W wyniku kilku wstrząsów tektonicznych i pożaru, jaki po nich nastąpił, śmierć poniosło około 250 000 osób, a w całym regionie około 300 000.
Miasto, założone w IV wieku p.n.e. przez Seleukosa I Nikatora i nazwane na cześć jego ojca Antiocha, znajduje się w jednym z najbardziej niestabilnych obszarów Ziemi. We wschodniej części Morza Śródziemnego spotykają się cztery wielkie płyty tektoniczne. Sama Antiochia leży na płycie anatolijskiej i niejednokrotnie padała ofiarą niszczycielskich trzęsień ziemi W roku 115 n.e. nastąpiło w czasie pobytu w mieście cesarza Trajana, tuż przed rozpoczęciem zwycięskiej wyprawy przeciwko Partom.
Jednak trzęsienie z maja 526 roku nie miało sobie równych. Główny wstrząs, przypuszczalnie o sile ponad 7° w skali Richtera, obrócił miasto w ruinę. Zawalił się wielki kościół, wzniesiony 200 lat wcześniej przez cesarza Konstancjusza II, syna Konstantyna Wielkiego. Budynki, które nie zawaliły się od razu, padły ofiarą silnych wstrząsów wtórnych i pożaru, który ogarnął zrujnowane miasto.
Cesarz Justynian, który wstąpił na tron w Konstantynopolu w sierpniu 527 roku, nie żałował pieniędzy na odbudowę „Złotej Antiochii”, co zostało przeprowadzone, mimo kolejnego trzęsienia ziemi w roku 528.
W okresie późniejszym (w latach 540 i 611) miasto było zdobywane i niszczone przez Persów, a w roku 637 opanowali je Arabowie. Od tego czasu datuje się coraz szybszy upadek Antiochii, która w latach świetności (od III wieku p.n.e. do III wieku n.e.) liczyła prawie pół miliona mieszkańców dorównując Rzymowi i Aleksandrii.
Ponowny, krótkotrwały wzrost znaczenia miasta, miał miejsce w czasie istnienia frankońskiego księstwa Antiochii w XIII wieku.